# Pavel Trachanov
Pavel Sergejevitj Trachanov (ryska: Павел Сергеевич Траханов), född 21 mars 1978, död 7 september 2011 utanför Jaroslavl i Ryssland, var en rysk professionell ishockeyspelare som senast spelade för Lokomotiv Jaroslavl i KHL. Han spelade tidigare i CSKA Moskva, Severstal Tjerepovets, HK MVD och Atlant Mytisjtji.

## Död
Trachanov var den 7 september 2011 ombord på ett passagerarflygplan som kraschade i staden Jaroslavl klockan 16:05 MSK under en flygning mellan Yaroslavl-Tunoshna Airport (IAR) och Minsk-1 International Airport (MHP). Hans lag Lokomotiv Jaroslavl var på väg till en bortamatch i Minsk. Efter att planet lyfte från flygplatsen kunde det inte nå tillräckligt hög höjd och kraschade in i en ledning innan det störtade i floden Volga.